# Ulrich Weiß
Pour les articles homonymes, voir Weiß.
Ulrich Weiß, né le 2 avril 1942 et mort le 3 mai 2022, est un réalisateur et un scénariste est-allemand.

## Biographie
Après des études secondaires à Klingenthal, il devint photographe à Limbach-Oberfrohna, puis à Karl-Marx-Stadt pour la société Wismut, société chargée d'extraire l'uranium pour l'armement atomique et les centrales nucléaires de l'URSS.
En 1964, il fut premier assistant opérateur pour Deutscher Fernsehfunk, qui était l'entreprise de télédiffusion publique de la République démocratique allemande. De 1965 à 1968, il étudia à l'école de cinéma de Babelsberg Konrad-Wolf et réalisa en 1971 un court-métrage sur la DEFA dans le groupe Effekt de Karl Gass. Il écrivit aussi le scénario d'un film sur la censure dont aurait été victime Le Cuirassé Potemkine de Sergueï Eisenstein pendant la République de Weimar.
À partir de 1976, il fut un réalisateur invité de la DEFA avant d'être engagé en 1982, et, après son film Olle Henry (de) de 1983, sa direction le critiqua vivement et lui retira tous ses projets. Il ne put ensuite tourner un long-métrage qu'en 1992.

## Filmographie
Réalisateur
- 1979 : Blauvogel
- 1982 : Dein unbekannter Bruder

Scénariste
- 1989 : Follow Me

Acteur
- 1979 : Addio, piccola mia